# Roel Paulissen
Roel Paulissen (Hasselt, 27 de abril de 1976) es un deportista belga que compitió en ciclismo de montaña en la disciplina de campo a través.
Ganó una medalla de bronce en el Campeonato Mundial de Ciclismo de Montaña de 2003 y dos medallas de bronce en el Campeonato Europeo de Ciclismo de Montaña, en los años 2000 y 2002. Además, obtuvo cuatro medallas en el Campeonato Mundial de Ciclismo de Montaña en Maratón entre los años 2006 y 2009.
Participó en cuatro Juegos Olímpicos de Verano, entre los años 1996 y 2008, ocupando el cuarto lugar en Atenas 2004, en la prueba de campo a través.

## Medallero internacional
| Campeonato Mundial | Campeonato Mundial    | Campeonato Mundial | Campeonato Mundial |
| Año                | Lugar                 | Medalla            | Competición        |
| ------------------ | --------------------- | ------------------ | ------------------ |
| 2003               | Lugano (Suiza)        | Medalla de bronce  | Campo a través     |
| Campeonato Europeo |                       |                    |                    |
| Año                | Lugar                 | Medalla            | Competición        |
| 2000               | Rhenen (Países Bajos) | Medalla de bronce  | Campo a través     |
| 2002               | Zúrich (Suiza)        | Medalla de bronce  | Campo a través     |

| Campeonato Mundial | Campeonato Mundial           | Campeonato Mundial | Campeonato Mundial |
| Año                | Lugar                        | Medalla            | Competición        |
| ------------------ | ---------------------------- | ------------------ | ------------------ |
| 2006               | Le Bourg-d'Oisans] (Francia) | Medalla de bronce  | Campo a través     |
| 2007               | Verviers (Bélgica)           | Medalla de plata   | Campo a través     |
| 2008               | Villabassa (Italia)          | Medalla de oro     | Campo a través     |
| 2009               | Graz (Austria)               | Medalla de oro     | Campo a través     |